# تشارلي جونسون (قائد فرقة)
تشارلي جونسون (بالإنجليزية: Charlie Johnson)‏ (و. 1891 – 1959 م) هو قائد فرقة ‏، وموزع (موسيقى)، وعازف بيانو، وعازف جاز أمريكي، ولد في فيلادلفيا، يستخدم آلات بيانو، توفي في نيويورك، عن عمر يناهز 68 عاماً.

## روابط خارجية
- تشارلي جونسون على موقع ميوزك برينز (الإنجليزية)
- تشارلي جونسون على موقع أول ميوزيك (الإنجليزية)